# Мъртви души
„Похожденията на Чичиков; или, Мъртви души“ (на руски: Мёртвые души) е сатиричен роман на руския писател Николай Гогол, самият автор определя произведението като жанр - поема. Първите глави са публикувани през 1842 г. Романът е замислен като трилогия, но е завършена първа част, а втора - само започната. Разглеждан е като първия модерен руски роман. 

## История на създаването
През 1835 г. Гогол започва работа по творбата на своя живот „Мъртви души“. Същата година „Ревизор“ се проваля на сцената и авторът заминава за чужбина. През март 1837 г. пристига в Рим. Основава се на поетическия жанр – подобно решение е провокирано вероятно от Пушкиновия прецедент романа в стихове „Евгений Онегин“. Авторът определя творбата си като „епична поема в проза“. Самият Пушкин дава на Гогол идея за сюжета на романа. Гогол е имал намерението да напише трилогия, пресъздаваща в реално време ситуацията в Русия. Гогол е имал за цел в трите части на творбата си да опише последователно лошите страни (в том 1), контраста между добри и лоши (том 2) и прекрасната родина, каквато той смята, че трябва да бъде (ненаписаният 3 том). От този замисъл е реализирана само първата част Мъртви души. Авторът работи над творбата от 1835 до 1841 г., като тя излиза от печат през 1842 г.
„Мъртви души“ е определян като роман-поема. Роман е, защото притежава мащабност и всеобхватност на описаните явления. Поема – наситена е с лирически отстъпления, имащи поетична тоналност и патетичност.

## Сюжет
Сюжетът на „Мъртви души“ проследява пътя на позастаряващия и понапълняващия Чичиков, чиято единствена цел е да натрупа огромна сума пари. За тази цел той се опитва да приложи невероятен план – обикаляйки руските помешчици, той ги убеждава (чрез невероятния си талант на приспособяване) да му продават фиктивни крепостни, които все още не са зачислени към списъците като мъртви. Но срещайки го с различните земевладелци и обяснявайки подбудите на Чичиков, Гогол кара читателя да разбере, че не селяните са мъртвите души. Шестте образа-типове представят пълната бездуховност в Русия на 19 век.
Първият, с когото Чичиков се среща по делова работа, след като умело е успял да се настани в градския живот и в представите на първенците на града като господин „почтен във всяко едно отношение“, е Манилов. Сладникавият и мислещ се за умен и за философ е може би най-безобидният до края на книгата. Затова той отстъпва без пари „мъртвите души“ на Чичиков, който го омайва с галантните си отношения, а Манилов вече го има за приятел.
Градацията продължава. Следващата помешчица, на която героят попада, е Коробочка (от руски „кутийка“). Стиснатата вдовица с неохота настанява Чичиков, а докато водят деловия разговор, тя все се пита дали мъртвите души не вървят на по-висока цена и постоянно предлага заедно с душите и други ненужни на главния герой неща. Именно скъперничеството ѝ е причината, поради която Чичиков е изобличен (в том 2).

## Екранизации
Романът е екранизиран 6 пъти, пресъздаден е в множество театрални постановки и опера. Персонажите от романа са използвани от Михаил Булгаков в ранната му сатирична повест „Похожденията на Чичиков“ (1922).

## Външни препретки
- „Мъртви души“ на сайта  „Моята библиотека“ – Пълен текст на български език.